# Jacques-Augustin-Catherine Pajou
Pour les articles homonymes, voir Pajou.
Jacques-Augustin-Catherine Pajou est un peintre français né à Paris le 27 août 1766 et mort dans la même ville le 28 novembre 1828.

## Biographie
Fils du sculpteur Augustin Pajou et d'Angélique Roumier, Jacques Pajou est baptisé le mercredi 27 août 1766 à la paroisse Saint-Germain-l'Auxerrois de Paris. Le 21 janvier 1781, il est un des témoins au mariage de sa sœur Catherine-Flore avec le sculpteur Claude Michel, dit Clodion. 
En 1784, il est élève de l'Académie royale de peinture et de sculpture. Il tente à quatre reprises de remporter le prix de Rome de peinture, en vain, bien qu'il soit admis à concourir à chaque fois après les épreuves éliminatoires. Une lettre de Girodet à François Gérard éclaire sur ces échecs : « Pourquoi donc Pajou s'est-il encore retiré ayant des espérances ? », ce qui sous-entend que Pajou n'aurait pas participé aux épreuves finales sans que les raisons soient connues.
En 1792, l'artiste s'engage pour défendre la patrie dans la Compagnie des Arts de Paris. Cette compagnie sera amalgamée dans la 9e bataillon bis de volontaires de Paris également appelé bataillon de l'Arsenal. Aux armées, près de Sedan, il correspond avec son ami François Gérard. Ces lettres  témoignent de la mentalité d'un conscrit, flambant d'enthousiasme au début, puis las de ces campagnes : « Il faudra bien rester ici parce que je ne veux pas me déshonorer  aux yeux de mes concitoyens, si toutefois mon physique peut supporter les maux que nous allons souffrir […] »
Démobilisé, il participe à la création de la Commune générale des arts, institution remplaçant l'Académie royale de peinture et de sculpture, il en sera un des secrétaires sous la présidence du peintre Joseph-Marie Vien.
Le 17 juillet 1795, il se marie avec Marie-Marguerite Thibault (1764-1827). Son ami François Gérard est son témoin. Sous l'Empire, il reçoit la commande du portrait du Maréchal Berthier (château de Versailles), et il réalise en 1812 un tableau représentant la Clémence de Napoléon envers Mademoiselle de Saint-Simon, pour cette évocation d'un acte politique envers les royalistes français en Espagne, Pajou reçoit la médaille d'or. Par son inventaire après décès, en 1828, il est mentionné qu'elle pesait 141 grammes et qu'elle fut prisée 439 francs.
En 1811, à l'instigation de François-Guillaume Ménageot qui connaissait la situation précaire du sculpteur David d'Angers, Jacques Pajou écrit une lettre au maire d'Angers en demandant une aide matérielle pour cet Angevin. Ce document que l'on a longtemps cru signé d'Augustin Pajou est en fait signé « Pajou peintre d'histoire ». L'aide est accordée et elle est considérée comme essentielle  pour la réussite professionnelle du sculpteur.
En 1814, il peint trois tableaux qui célèbrent le retour des Bourbons : Tête d'étude représentant la Paix avec les attributs de l'Abondance, Composition allégorique sur la régénération opérée en France par le retour du souverain légitime, Le Retour de Louis XVIII, tableau allégorique. Cette dernière œuvre est exposée au Salon de 1814. En 1823, il démissionne de l'association Les Enfants d'Apollon en raison de son état de santé ; il est en effet « cruellement tourmenté depuis une année par un tremblement continuel ».
Il meurt en 1828 et est inhumé à Paris au cimetière du Père-Lachaise.
Son fils Augustin-Désiré Pajou est lui aussi peintre.

## Œuvres

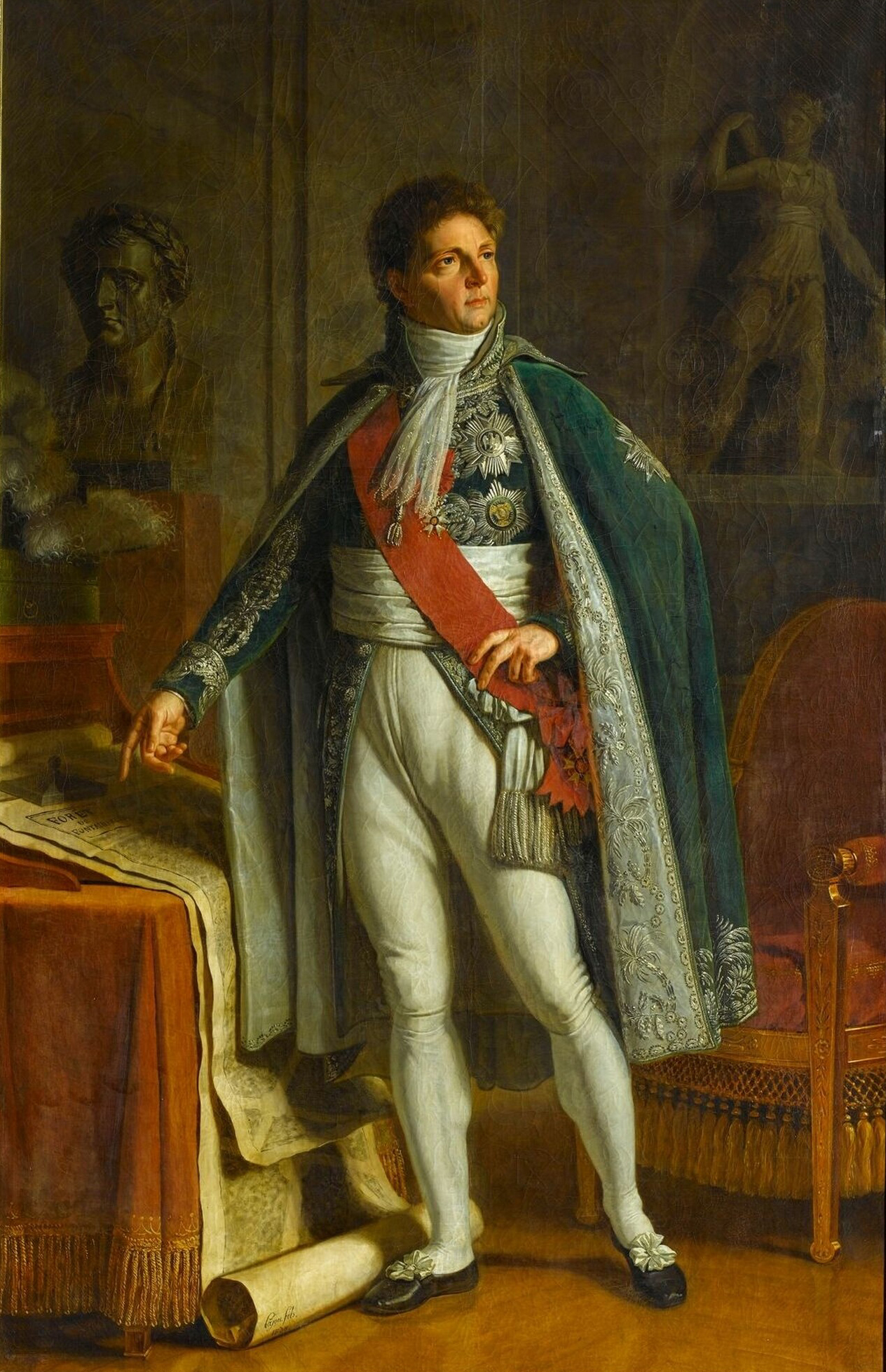
Louis-Alexandre Berthier (1808), château de Versailles.

- La Mort de Géta dans les bras de sa mère par ordre de Caracalla son frère, 1788, Salon de 1791, n° 29, tableau provenant du château de la Frémoire à Vertou (vendu 360 000 francs en 1992, déposé à la Staatsgalerie de Stuttgart, un dessin préparatoire est conservé à Cambridge, Fitzwilliam Museum, donné par le peintre britannique Sir Frank Brangwyn en 1943).
- Le Christ guérissant la belle-mère de Pierre, 1789, Paris, chapelle de l'hôpital de la Salpêtrière.
- Le Départ de Régulus pour Carthage, Salon de 1793, n° 388 bis, Paris, musée du Louvre, don, en 1964, de Mesdames Solvay et Petit-Collot en souvenir de leur mère Thérèse Vaillant.

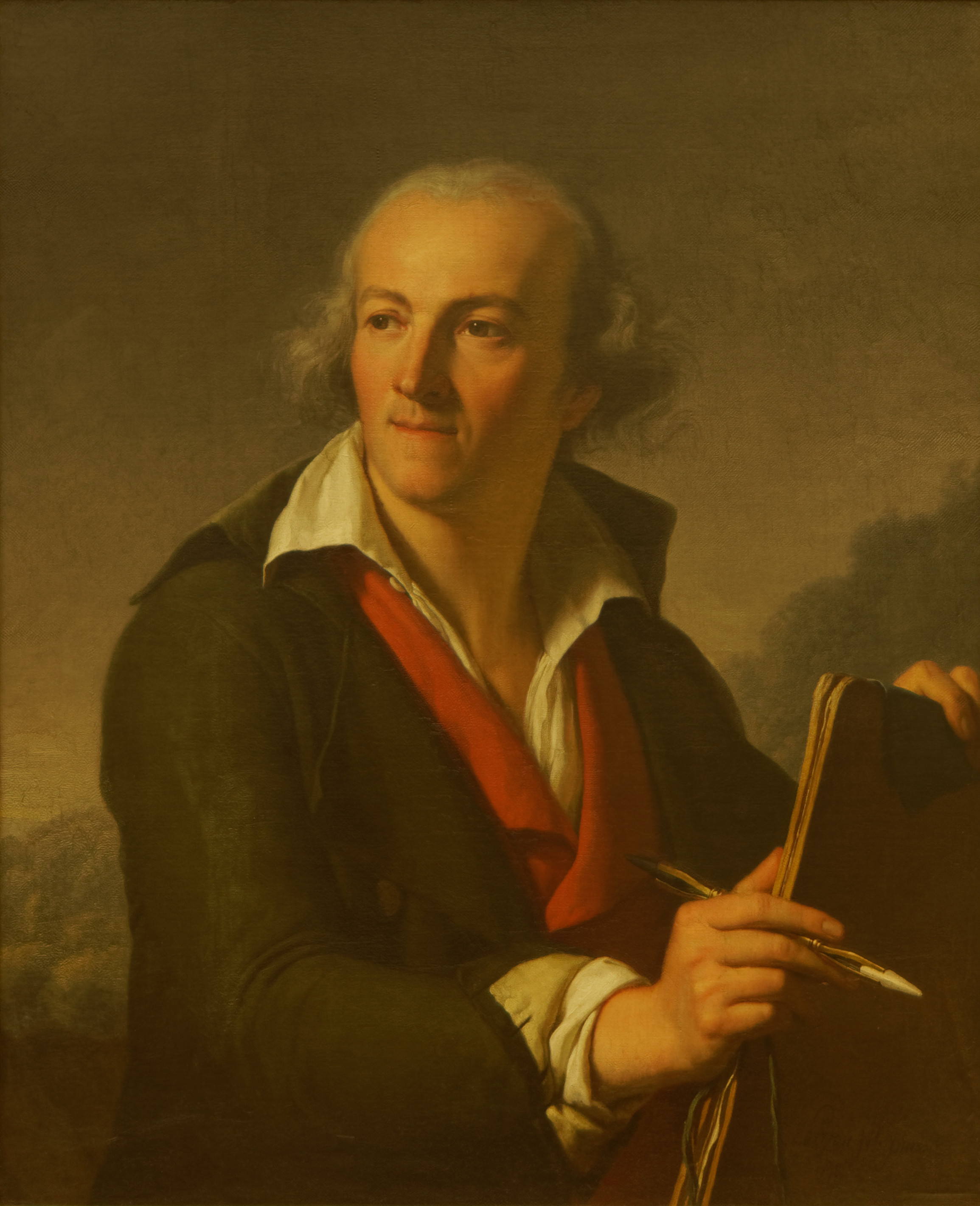
Portrait de Louis-Joseph Jay (1798), musée de Grenoble.

- Portrait de Louis-Joseph Jay, 1798, huile sur toile. musée de Grenoble (inv. MG 192).
- Louis Jérôme Gohier, 1802 ou 1805 ; et Madame Gohier, 1805, Paris, musée Carnavalet, acquis en 1902.
- Portrait de Frédéric-César de la Harpe, 1803, Lausanne, musée historique.
- Portrait de Famille, vers 1802, Paris, musée du Louvre, don des Amis du Louvre en 2014[11].
- Portrait de Pierre-Yves Barré, 1804, ancienne collection du modèle ; en 1905 localisé au Théâtre du Vaudeville[12] ; collection privée Paris.
- Portrait de David d'Angers, 1811, huile sur toile, 56 × 45 cm, Francfort-sur-le-Main, Maison de Goethe[13].

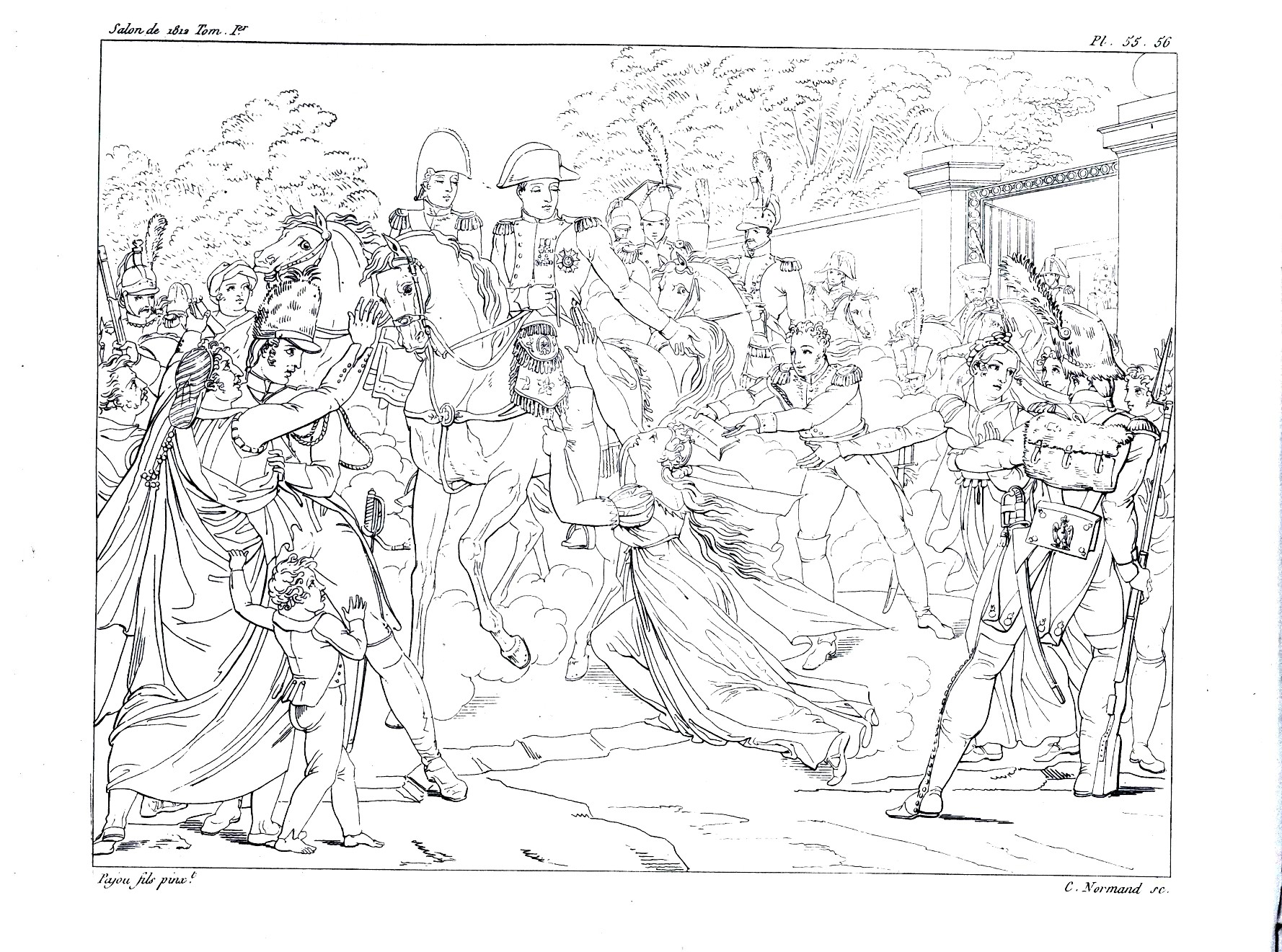
La Clémence de Napoléon envers, gravure de Charles Normand d'après le tableau de Pajou.

- La Clémence de Napoléon envers Mlle de Saint-Simon, Salon de 1812, n° 692, localisation inconnue. La composition est connue par une gravure au trait de Charles Normand publiée par Charles Paul Landon dans les Annales du musée, 1812. Parmi les officiers auprès de Napoléon, on reconnait Roustam Raza et un cavalier polonais. Ce tableau fut commenté par le critique René-Jean Durdent dans la Galerie des peintres français du Salon de 1812, p. 68 : « D'autres encore font preuve de talens héréditaires : M. Pajou a peint, dans un grand tableau, le trait de clémence de S. M. l'Empereur et Roi envers M. de Saint-Simon. L'ordonnance en est belle, et plusieurs figures ont beaucoup d'expression ».
- Portrait de deux sœurs, 1814, Mlles Duval[14], filles de l'auteur dramatique Alexandre Duval. Provenance d'Hortense Berthoulat née Sintôt, directrice des Cantines de l'Union des femmes de France, chevalier de la Légion d'honneur, de sa vente du 11 février 1942, Paris, hôtel Drouot, n° 21, planche II. Ce tableau retrouvé en Allemagne, après 1945, fut attribué au musée du Louvre par l'Office des biens et intérêts privés.
- La Consécration de sainte Geneviève, 1818, Salon de 1819, Paris, église Saint-Germain-l'Auxerrois.
- Portrait de Jules Belin de Launay et de sa sœur aînée, 1819, dessin, 56,4 × 42,2 cm. Selon une inscription, les fleurs en médaillons sont de « Magni d'après Bessa », Dijon, musée Magnin.

## Catherine-Flore Pajou
Née en 1764, la sœur de Jacques Augustin Catherine Pajou se marie en 1781 avec le sculpteur Clodion, plus âgé qu'elle. Cette union n'est pas heureuse et se termine par un divorce. De Montpellier, chez son ami Riban, où il se rend en l'an III,  Augustin Pajou écrit à son fils : « Ce bon captif t'embrasse, ainsi que ta sœur qui ne mérite guère cette marque de ton amitié par sa négligence. Je n'en dit pas d'avantages sur cet article, car une rame de papier ne suffiroit pas pour décrire toutes les plintes que nous avons à faire contre elle, et si elle à un consciance, elle doit sentir que nous avons grandement raison. »
Elle divorce en pluviôse an II. En janvier 1796, elle se remarie avec Louis Pierre Martin dit Saint-Martin (1753-1819), ancien conseiller clerc au Châtelet (de 1781 à 1790), fils de Pierre Henri Martin dit de Saint-Martin (1714-1778), architecte, juré expert des bâtiments à partir de 1743, contrôleur des bâtiments du roi à sa mort, et de Marie Françoise Vassé (morte en 1754, à 33 ans). Par sa mère, Louis Pierre Martin est le neveu du sculpteur Louis Claude Vassé et de l'architecte Claude Bacarit. Il est portraituré par Philippe-Auguste Hennequin.
Flore Pajou divorce une seconde fois en l'an X. 
Elle meurt le 9 décembre 1841 au 30, rue de l'Odéon à Paris.